# Jean Dieudonné
Jean Alexandre Eugène Dieudonné (Lille, 1 de julio de 1906 - París, 29 de noviembre de 1992) fue un matemático francés.

## Biografía
Nacido en Lille en 1906, hijo de Ernest Dieudonné y Léontine Labrun. Desde temparana edad, el joven Jean manifiesta una gran atracción por los diccionarios, enciclopedias, la Historia Universal y también el álgebra. En 1915 su familia huye de la ocupación alemana durante la Primera Guerra Mundial y se instalan en París. Es enviado a Inglaterra en 1919 por un año escolar. En 1923 obtiene el primer premio en el Concours général de matemáticas.
En 1924, es admitido en la Escuela Normal Superior de París, donde recibe la influencia de Émile Picard, Jacques Hadamard, Élie Cartan, Paul Montel, Arnaud Denjoy y Gaston Julia. Obtiene una beca de la Universidad de Princeton y luego otra de la fundación Rockefeller. Defiende su tesis dentro del área del análisis, titulada Investigación sobre algunos problemas relativos a los polinomios y funciones acotadas, en el año 1931. Trabaja en la facultad de ciencias de Rennes como maestro de conferencias en 1933. En diciembre de 1934, participa en la fundación del grupo Bourbaki, del que será uno de los motores durante muchos años.
Entre 1937 y 1946, es maestro de conferencias en la Universidad de Nancy y en Clermont-Ferrand durante la ocupación, donde se había replegado la Universidad de Estrasburgo. Recibe el gran premio de Academia de las Ciencias francesa en 1944. Entre 1946 y 1948 se desempeña como profesor en la Universidad de São Paulo, Brasil, y en Nancy entre 1948 y 1952, donde supervisa junto con Laurent Schwartz las primeras investigaciones de Alexandre Grothendieck sobre análisis funcional. En 1952 acepta trabajar por un año en la Universidad de Míchigan como profesor. Después de enseñar en la Universidad de Northwestern de 1953 a 1959, Dieudonné regresa a Francia al IHÉS (Institut des hautes études scientifiques). En 1964 es nombrado decano de la Universidad de Niza, donde culminará su carrera.
En 1964 es nombrado miembro de la Academia de las Ciencias francesa.

## Trabajos
- En geometría algebraica, sobre la teoría de Galois de anillos semi simples, y la algebrización de los trabajos de Sophus Lie.
- En topología, nociones de partición de unidad y espacio paracompacto y los espacios vectoriales topológicos.

## Publicaciones
Además de las publicaciones en el seno del grupo Bourbaki:
- La Géométrie des groupes classiques (1955);
- Foundations of Modern Analysis (1960);
- Algèbre linéaire et géométrie élémentaire (1964);
- Álgebra Lineal (1964); Cursos y Seminarios de Matemática, Fascículo 12, Universidad de Buenos Aires, Facultad de Ciencias Exactas y Naturales, Departamento de Matemática. Recopilación de exposiciones de Jean Dieudonné y otros seminaristas del seminario realizado en el Centro Regional de Matemáticas para América Latina, en los meses de agosto, septiembre y octubre de 1964. El impreso fue supervisado y corregido por el mismo profesor Dieudonné.
- Panorama des mathematiqués pures-Le choix bourbachique (1979), Ed. Gauthier-Villars, Paris.
  - Panorama de las matemáticas puras. La elección bourbakista (1987), Ed. Reverté, Barcelona. Versión española por: Jesús Fernández Novoa. Revisado por: Enrique Linés Escardó.
- Los 9 volúmenes de su tratado Éléments d'analyse (1979-82), éd. Gauthier-Villars;
- Calcul infinitésimal [detalle de ediciones];[3]
- Sobre los grupos clásicos (1973), éd. Hermann;
- Colaboración en Elementos de geometría algebraica de Alexandre Grothendieck;
- Agregado de historia matemática, del que dirigió la redacción;
- Pour l'honneur de l'esprit humain - les mathématiques aujourd'hui, éd. Hachette, coll. Histoire et phil. des sc. (1987);
- Artículos matemáticos para la Encyclopædia Universalis.